# Naoto Baba
Naoto Baba (* 20. Juli 1996 in Yamanouchi, Präfektur Nagano) ist ein japanischer Skilangläufer.

## Werdegang
Baba startete im Dezember 2014 in Pyeongchang erstmals beim Far-East-Cup und belegte dabei den siebten Platz über 10 km klassisch und den zweiten Rang über 15 km Freistil. Bei den Junioren-Skiweltmeisterschaften 2015 in Almaty lief er auf den 62. Platz im Sprint, auf den 25. Rang über 10 km Freistil und auf den neunten Platz im Skiathlon. Seine besten Platzierungen bei den Junioren-Skiweltmeisterschaften 2016 in Râșnov waren der 23. Platz über 15 km Freistil und der 12. Rang mit der Staffel. In der Saison 2016/17 erreichte er mit vier Top-Zehn-Platzierungen, darunter zwei zweite Plätze, den neunten Platz in der Gesamtwertung des Far-East-Cups. Seine besten Ergebnisse bei der Winter-Universiade 2017 in Almaty waren der sechste Platz in der Verfolgung und der vierte Rang mit der Staffel. Bei den Winter-Asienspielen im Februar 2017 in Sapporo holte er die Silbermedaille über 15 km Freistil und die Goldmedaille mit der Staffel. Zu Beginn der Saison 2017/18 absolvierte er in Davos sein erstes Weltcuprennen, welches er auf dem 72. Platz über 15 km Freistil beendete. Im weiteren Saisonverlauf erreichte er mit drei zweiten Plätzen und je einem dritten und ersten Platz, den zweiten Platz in der Gesamtwertung des Far-East-Cups. Bei den U23-Weltmeisterschaften 2018 in Goms kam er auf den 55. Platz im Sprint, auf den 20. Rang über 15 km klassisch und auf den 14. Platz im Skiathlon. Zum Saisonende errang er beim Weltcupfinale in Falun den 65. Platz. In der folgenden Saison holte er drei Siege im Far-East-Cup und errang damit den fünften Platz in der Gesamtwertung. Bei den U23-Weltmeisterschaften 2019 in Lahti belegte er den 60. Platz im Sprint, den 16. Rang über 15 km Freistil und den fünften Platz im 30-km-Massenstartrennen. Im Februar 2019 lief er bei den nordischen Skiweltmeisterschaften in Seefeld in Tirol auf den 28. Platz über 15 km klassisch, auf den 24. Rang im Skiathlon und auf den 21. Platz im 50-km-Massenstartrennen. Im folgenden Monat gewann er bei der Winter-Universiade 2019 in Krasnojarsk die Goldmedaille im 30-km-Massenstartrennen. Nach Platz 36 beim Ruka Triple zu Beginn der Saison 2019/20, holte er in Lillehammer mit dem 21. Platz im Skiathlon seine ersten Weltcuppunkte. Es folgten in Otoineppu zwei Siege im Far East Cup und zum Saisonende der 40. Platz bei der Skitour.  Bei den Nordische Skiweltmeisterschaften im folgenden Jahr in Oberstdorf belegte er den 25. Platz im Skiathlon, den 19. Rang über 15 km Freistil und den neunten Platz mit der Staffel. Im folgenden Jahr belegte er den 24. Platz bei der Tour de Ski 2021/22 und lief bei den Olympischen Winterspielen in Peking auf den 35. Platz im Skiathlon, auf den 24. Rang im 50-km-Massenstartrennen sowie auf den zehnten Platz mit der Staffel.

## Siege bei Continental-Cup-Rennen
| Nr. | Datum             | Ort         | Disziplin       | Serie        |
| --- | ----------------- | ----------- | --------------- | ------------ |
| 1.  | 27. Dezember 2017 | Otoineppu   | 10 km Freistil  | Far East Cup |
| 2.  | 26. Dezember 2018 | Otoineppu   | 10 km klassisch | Far East Cup |
| 3.  | 27. Dezember 2018 | Otoineppu   | 10 km Freistil  | Far East Cup |
| 4.  | 8. Januar 2019    | Sapporo     | 15 km Freistil  | Far East Cup |
| 5.  | 26. Dezember 2019 | Otoineppu   | 10 km klassisch | Far East Cup |
| 6.  | 27. Dezember 2019 | Otoineppu   | 10 km Freistil  | Far East Cup |
| 7.  | 15. Februar 2024  | Pyeongchang | 10 km klassisch | Far East Cup |
| 8.  | 16. Februar 2024  | Pyeongchang | 10 km Freistil  | Far East Cup |

## Teilnahmen an Weltmeisterschaften und Olympischen Winterspielen

### Olympische Spiele
- 2022 Peking: 10. Platz Staffel, 24. Platz 50 km Freistil Massenstart, 35. Platz 30 km Skiathlon

### Nordische Skiweltmeisterschaften
- 2019 Seefeld in Tirol: 21. Platz 50 km Freistil Massenstart, 23. Platz 30 km Skiathlon, 28. Platz 15 km klassisch
- 2021 Oberstdorf: 9. Platz Staffel, 19. Platz 15 km Freistil, 25. Platz 30 km Skiathlon
- 2023 Planica: 10. Platz Staffel, 12. Platz 50 km klassisch Massenstart, 14. Platz 15 km Freistil, 20. Platz 30 km Skiathlon
- 2025 Trondheim: 10. Platz 50 km Freistil Massenstart, 13. Platz Staffel, 15. Platz 20 km Skiathlon

## Platzierungen im Weltcup

### Weltcup-Statistik
Die Tabelle zeigt die erreichten Platzierungen im Einzelnen.
- 1.–3. Platz: Anzahl der Podiumsplatzierungen
- Top 10: Anzahl der Platzierungen unter den ersten zehn
- Punkteränge: Anzahl der Platzierungen innerhalb der Punkteränge
- Starts: Anzahl gelaufener Rennen in der jeweiligen Disziplin
- Hinweis: Bei den Distanzrennen erfolgt die Einordnung gemäß FIS.

| Platzierung               | Distanzrennen a | Distanzrennen a | Distanzrennen a | Distanzrennen a | Distanzrennen a | Skiathlon Verfolgung | Sprint | Etappen- rennen b | Gesamt | Team   | Team    |
| Platzierung               | ≤ 5 km          | ≤ 10 km         | ≤ 15 km         | ≤ 30 km         | > 30 km         | Skiathlon Verfolgung | Sprint | Etappen- rennen b | Gesamt | Sprint | Staffel |
| ------------------------- | --------------- | --------------- | --------------- | --------------- | --------------- | -------------------- | ------ | ----------------- | ------ | ------ | ------- |
| 1. Platz                  |                 |                 |                 |                 |                 |                      |        |                   |        |        |         |
| 2. Platz                  |                 |                 |                 |                 |                 |                      |        |                   |        |        |         |
| 3. Platz                  |                 |                 |                 |                 |                 |                      |        |                   |        |        |         |
| Top 10                    |                 | 2               |                 |                 |                 |                      |        |                   | 2      |        |         |
| Punkteränge               |                 | 13              | 7               | 10              | 3               | 8                    |        | 4                 | 45     |        | 1       |
| Starts                    |                 | 17              | 23              | 12              | 5               | 20                   | 13     | 8                 | 98     |        | 1       |
| Stand: Saisonende 2024/25 |                 |                 |                 |                 |                 |                      |        |                   |        |        |         |

### Weltcup-Gesamtplatzierungen
| Saison  | Gesamt | Gesamt | Distanz | Distanz |
| Saison  | Punkte | Platz  | Punkte  | Platz   |
| ------- | ------ | ------ | ------- | ------- |
| 2019/20 | 26     | 92.    | 26      | 55.     |
| 2020/21 | 12     | 110.   | 12      | 70.     |
| 2021/22 | 82     | 53.    | 54      | 39.     |
| 2022/23 | 381    | 39.    | 291     | 31.     |
| 2023/24 | 366    | 53.    | 270     | 41.     |
| 2024/25 | 391    | 41.    | 307     | 30.     |